# Лез-Эпарр
Лез-Эпарр (фр. Les Éparres) — коммуна во Франции, находится в регионе Рона — Альпы. Департамент коммуны — Изер. Входит в состав кантона Бургуен-Жалье-Сюд. Округ коммуны — Ла-Тур-дю-Пен.
Код INSEE коммуны — 38156. Население коммуны на 1999 год составляло 916 человек. Населённый пункт находится на высоте от 319 до 501 метров над уровнем моря. Муниципалитет расположен на расстоянии около 440 км юго-восточнее Парижа, 45 км юго-восточнее Лиона, 55 км северо-западнее Гренобля. Мэр коммуны — M. Alain Duchêne, мандат действует на протяжении 2001—2008 гг.
Динамика населения (INSEE):